# دائرة خراطة
دائرة خراطة إحدى دوائر ولاية بجاية الجزائرية . عاصمتها هي خراطة وتضم بلديات : 
- خراطة
- ذراع القايد

## مواضيع ذات صلة
- دوائر ولاية بجاية
- بلديات ولاية بجاية